# Зарубін Руслан Олександрович
Руслан Олександрович Зарубін (нар. 21 березня 1983, Харків, Харківська область, УРСР) — український футболіст, воротар.

## Життєпис

### Ранні роки
Народився в Харкові. До закінчення 9-го класу школи займався волейболом, на футбол Руслана привів його друг Вихованець ДЮСШ «Арсенал» (Харків), перший тренер — Юрій Старченко. У чемпіонаті ДЮФЛУ виступав за харківські клуби «Арсенал» та «Газовик-ХГВ», у футболці яких зіграв 15 матчів. У дорослому футболі дебютував за команду «Арсенал-2» (Харків) у чемпіонаті Харківської області. У 2002 році виїхав до Росії, де виступав в аматорському чемпіонаті Росії за воронезький «Факел-2». У 2003 році перейшов до харківського «Газовика», у складі якого грав в аматорському чемпіонаті України. У професіональному футболі дебютував у складі «Газовика» 18 серпня 2003 року в поєдинку кубку України проти алчевської «Сталі», який завершився перемогою алчевського колективу. У Другій лізі чемпіонату України дебютував 28 вересня 2002 року в нічийному (1:1) виїзному поєдинку 9-го туру групи В проти донецького «Металурга-2». Руслан вийшов на поле на 90-й хвилині, замінивши Олексія Чобана. У Другій лізі чемпіонату України зіграв 34 матчі, ще 2 поєдинки відіграв у кубку України.

### «Княжа» та «Арсенал»
Влітку 2006 року приєднався до «Княжої». Працював разом з тренером воротарів Олександром Миколайовичем Ковтуном. У команді відіграв півроку. Дебютував за команду зі Щасливого 31 липня 2006 року в переможному (2:0) домашньому поєдинку 1-го туру групи А Другої ліги проти броварського «Нафкому». Зарубін вийшов на поле в стартовому складі та відіграв увесь матч «на нуль». Після приходу Олега Федорчука виявився непотрібним команді й змушений був розірвати контракт з клубом. У складі «Княжої» зіграв 12 матчів у Другій лізі та 1 поєдинок у кубку України. Повернувся до Харкова, спочатку виступав за місцевий аматорський колектив «Комінтернівець». Проте вже незабаром підписав контракт з місцевим «Арсеналом», де працював під керівництвом Сергія Кандаурова. Дебютував за харківських «канонірів» 20 липня 2007 року в переможному 4:0) домашньому поєдинку 1-го попереднього раунду кубку України проти луганського «Комунальника». Руслан вийшов на поле в стартовому складі та відіграв увесь матч. У харківському клубі був основним гравцем, відіграв один сезон. У складі «Арсеналу» в Другій лізі дебютував 25 липня 2007 року в переможному (2:0) виїзному поєдинку 1-го туру групи Б проти харківського «Газовика». Зарубін вийшов на поле в стартовому складі та відіграв увесь матч. У футболці «Арсеналу» в чемпіонаті України зіграв 35 матчів, ще 2 поєдинки провів у кубку України.

### «Полтава» та «Геліос»
Влітку 2008 року перейшов до «Полтави». Дебютував у футболці «городян» 25 липня 2008 року в переможному (3:0) виїзному поєдинку 2-го туру групи Б Другої ліги проти «Севастополя-2». Руслан вийшов на поле в стартовому складі, а на 90-й хвилині його замінив Ярослав Швець. У складі клубу відіграв два сезони. У складі полтавчан у чемпіонаті України зіграв 55 матчів, ще 3 матчі провів у кубку України.
У червні 2010 року повернувся до Харкова, де підписав контракт з «Геліосом». Дебютував у футболці «сонячних» 17 липня 2010 року в програного (0:2) виїзному поєдинку 1-го туру Першої ліги проти вінницької «Нива» (Вінниця). Зарубін вийшов на поле в стартовому складі та відіграв увесь матч. По завершенні сезону 2010/11 років продовжив контракт з «Геліосом». У команді відіграв два сезони, за цей час у Першій лізі зіграв 47 матчів, ще 1 поєдинок зіграв у кубку країни.

### «Олександрія»
Влатку 2012 року став гравцем «Олександрії». Дебютував у футболці «професіоналів» 14 липня 2012 року в переможному 3:1) домашньому поєдинку 1-го туру Першої ліги проти київського «Динамо-2». Руслан вийшов на поле в стартовому складі та відіграв увесь матч. У сезоні 2013/14 років був основним воротарем команди, проте вже наступного сезону почав втрачати своє місце в стартовому складі. Наприкінці червня 2014 року залишив розташування «професоналів».

### «Гірник» та «Геліос». Перші кроки в тренерській кар'єрі
Наприкінці липня 2014 році перейшов у «Гірник». Дебютував у футболці криворізького клубу 26 липня 2014 року в нічийному (0:0) домашньому поєдинку 1-го туру Першої ліги проти «Тернополя». Зарубін вийшов на поле в стартовому складі та відігравувесь матч. У складі «гірників» зіграв 13 матчів у Першій лізі. Наприкінці червня 2015 року залишив «Гірник».
У липні 2015 року повернувся до «Геліосу». Дебютував за харківський клуб після свого повернення 26 липня того ж року в нічийному (1:1) домашньому поєдинку 1-го туру Першої ліги проти «Черкаського Дніпра». Руслан вийшов на поле в стартовому складі та відіграв увесь матч. У складі «сонячних» зіграв 14 матчів у Першій лізі, ще 2 поєдинки провів у кубку країни. На початку червня 2016 року на офіційній сторінці у Facebook оголосив про завершення футбольної кар'єри, після чого працював тренером воротарів у ДЮФК «Арсенал», де тренував дітей старших вікових категорій. Паралельно з цим виступав на аматорському рівні, захищав кольори ФК «Рокита» в чемпіонаті Полтавської області. Допоміг команді завоювати бронзові медалі обласного чемпіонату.

### Відновлення кар'єри гравця
У 2017 році відновив футбольну кар'єру. Відіграв один сезон у Канадській футбольній лізі за «Воркуту» (Торонто). У своєму дебютному сезоні в Канаді допоміг «Воркуті» виграти регулярну частину сезону.
У січні 2018 році відправився на перегляд до клубу «Металіст 1925», з яким незабаром після цього підписав контракт з клубом, Руслан обрав собі футболку з 13-м номером. Проте вже наприкінці лютого того ж року через проблеми зі здоров'ям харківський клуб розірвав контракт із Зарубіним.
З 2018 року захищає кольори клубу «Вікторія» (Миколаївка) з аматорського чемпіонату України.

## Досягнення
«Арсенал» (Харків)
- Друга ліга чемпіонату України (група «Б»)
  -  Бронзовий призер: 2007/08

«Полтава»
- Друга ліга чемпіонату України (група «Б»)
  -  Срібний призер: 2008/09
  -  Бронзовий призер: 2009/10

«Олександрія»
- Перша ліга чемпіонату України
  -  Срібний призер: 2013/14
  -  Бронзовий призер: 2012/13